# 葛斯·弗林
古斯塔沃·「葛斯」·弗林（英語：Gustavo "Gus" Fring）是美劇《絕命毒師》系列的虛構人物和主要反派，也是其前傳《絕命律師》中的配角，由詹卡洛·埃斯波西托（Giancarlo Esposito）所飾演。在劇中他是一位在美國西南部經營販毒事業的智利裔美國人，經營多家合法企業，包括一家名為「炸雞兄弟」（Los Pollos Hermanos）的炸雞連鎖店和一家名為 Lavanderia Brillante（明亮洗衣店）的工業洗衣店，作為大規模毒品行動的偽裝與前線，并爲交易洗錢。
雖然葛斯表面上與一個墨西哥販毒集團合作分發可卡因，但他暗中策劃對該集團成員的報復，因為他的商業夥伴和情人在他的死敵赫克特·薩拉曼卡手中喪生，赫克特是西南地區由販毒集團支持的毒品交易的家族首領。為了擺脫集團的控制，他在自己的工業洗衣房下建造了一個秘密實驗室來製造甲基苯丙胺。
葛斯的餐廳遍布美國西南部，其旗艦餐廳位於新墨西哥州的阿爾伯克基，公司的養雞場和配送中心則位於市郊。該餐廳是一家總部位於德國的跨國公司Madrigal Electromotive GmbH的子公司，該跨國公司擁有多家子公司的所有權。雖然他的連鎖餐廳是一家合法企業，但檯面下其實是為墨西哥販毒集團轉運古柯鹼至美國的轉運站，並在後來又發展自己的冰毒生產銷售業務。
葛斯在檯面上保持著良好且積極的公眾形象，但在檯面下經營著他龐大的毒品帝國時是非常殘忍無情的。例如他僱傭了許多殺手，並親手殺死了對手和盟友。
葛斯這個角色是在《絕命毒師》第二季中創造出來的，以取代屠庫·薩拉曼卡（由離開的演員雷蒙·克魯茲飾演）。葛斯作為一個冷靜的商人，與混亂的屠庫形成對比，並作為主角華特·懷特的對立面。這個角色受到了高度讚譽，評論家稱讚古斯是電視史上最好的反派之一；因此，埃斯波西托在這個角色中的表現為他贏得了多項提名和獎項。

## 外部連結
- Gustavo Fring （页面存档备份，存于） at AMC
- Gustavo Fring on IMDb